# ۳ مرداد
۳ مرداد صد و بیست و هفتمین روز از سال در گاه شماری خورشیدی است. به پایان سال ۲۳۸ روز (۲۳۹ روز در سال کبیسه) مانده‌است.

## رویدادها
- ۱۲۵۱ - واگذاری امتیاز بهره‌برداری از معادن ایران به رویتر انگلیسی در زمان ناصرالدین شاه
- ۱۳۱۸ - قاسم صور اسرافیل ، کفیل شهرداری تهران از خدمت معاف شد و به جای وی غلامحسین ابتهاج کفیل شهرداری شد
- ۱۳۴۳ - تصویب قانون کاپیتولاسیون
- ۱۳۴۹ - ایران پیشنهاد دولت عراق را مبنی بر بازگشت به عهدنامه ۱۹۳۷ رد کرد
- ۱۳۵۵ - سیل ۱۳۵۵ جنوب ایران
- ۱۳۵۵ - رقابت ۳ مرداد ۱۳۵۵ تیم ملی فوتبال ایران با تیم ملی فوتبال شوروی در فوتبال در بازی‌های المپیک تابستانی ۱۹۷۶
- ۱۳۶۰ - عملیات کوچک مصطفی چمران در منطقه جاده ماهشهر توسط سپاه
- ۱۳۶۷ - حمله گروهک منافقین و ارتش عراق به مناطق کَرَند غرب و سرپل ذهاب در استان کرمانشاه
- ۱۴۰۲ - برگزاری دومین جلسه رسمی دادگاه نیلوفر حامدی به ریاست ابوالقاسم صلواتی

## زادروزها
- ۱۲۹۲ - یدالله بایندر، ناوسروان نیروی دریایی
- ۱۳۵۲ - کوروش سلیمانی، بازیگر و کارگردان
- ۱۳۵۸ - هادی زرین ساعد، بازیکن فوتبال
- ۱۳۷۰ - سامان جلیلی، خواننده پاپ

## مرگ‌ها
- ۱۳۶۱ - حمید عنایت، نویسنده و مترجم
- ۱۳۷۴ - عصمت دولتشاهی، ملکه ایران و همسر آخر رضاشاه
- ۱۳۷۵ - سید ضیاءالدین سجادی، استاد دانشگاه، پژوهش‌گر ادبیات، مترجم و مصحح
- ۱۳۹۲ - محمود استادمحمد، نمایشنامه‌نویس و کارگردان تئاتر